# Sík Endre (diplomata)
Sík Endre (Budapest, 1891. április 2. – Budapest, 1978. április 10.) diplomata, külügyminiszter, jogász, író, történész. Ügyvédnek készült. Az első világháborúban hadapródként orosz fogságba esett, majd az 1917-es októberi orosz forradalom után csatlakozott a kommunistákhoz.

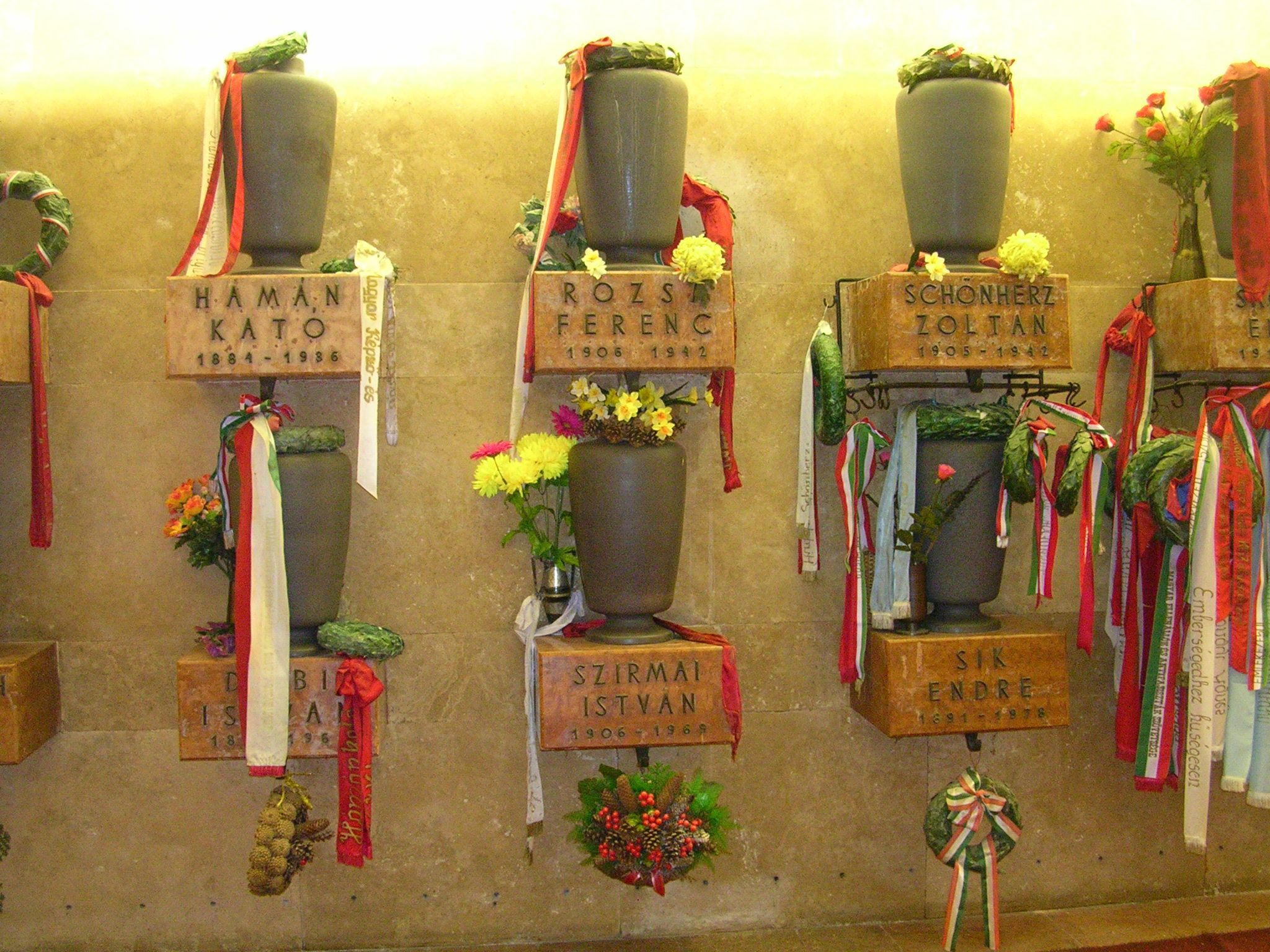
Urnája a Fiumei úti sírkert Munkásmozgalmi Panteonában, Földszinti terem, Alsó sor-9)

## Élete és munkássága

### Családja
Kikeresztelkedett zsidó családból származott. Apja Sík Sándor (= Schick Sándor, 1853–1900. jan. 1. Bp.) ügyvéd, anyja Winternitz Flóra (1861–1929). Bátyja: Sík Sándor piarista irodalomtörténész, költő, esztéta, az MTA tagja; fia Sík Igor operatőr, leánya: Sík Irina (1922. Moszkva–1997. aug. 27. Bp.). A család mind a Sík, mind a Sik névváltozatot használta.

### A háború előtt
Érettségi után piarista novícius volt Vácott, majd kilépett a rendből, és jogot végzett a Budapesti Tudományegyetemen (1913). Ügyvédjelölt korában cikkeket írt a Népszavába és a Szocializmusba.

### A Szovjetunióban
1915-ben, az első világháború idején katonaként orosz hadifogságba esett. Irkutszkban 1920 márciusában belépett az OK(b)P magyar csoportjába, melynek titkára lett. Szibériai településeken, Csitában, majd Moszkvában pártmegbízatásokat látott el, a Forradalom című lap szerkesztőjeként is dolgozott (1920. február–május). Elvégezte a Professzorképző Intézet filozófiai szakát (1923–26), ezt követően a Keleti Dolgozók Kommunista Egyetemének tanára volt az Afrika tanszéken (1926-tól '37-ig). Ekkor kezdte tanulmányozni az afrikai népek történetét, évtizedekig tartó munkája több kötetben jelent meg. A Szovjetunió Tudományos Akadémiájának történelmi, majd néprajzi intézetének munkatársa és a Moszkvai Állami Egyetem oktatója (1938–45) volt. A második világháború idején a moszkvai Kossuth Rádió egyik szerkesztőjeként dolgozott.

### Magyarországon

#### Tevékenysége a kormányzatban
1945 szeptemberében hazatért. 1947–48-ban külügyminisztériumi tanácsos, 1948-tól tíz évig rendkívüli követ és meghatalmazott miniszter, 1948 júniusától 1949 szeptemberéig washingtoni magyar követ volt. 1949–54 között a külügyminisztérium politikai főosztályának vezetője, a Külügyi Akadémia igazgatója, az 1954. és 1955. években külügyminiszter-helyettes, 1955 és 1958 között a külügyminiszter első helyettese, majd 1958. február 15-től 1961. szeptember 13-ig, nyugdíjazásáig külügyminiszter volt.

#### Tevékenysége a kommunista pártban és mozgalomban, tudományos munkássága
1958-tól 1970-ig az MSZMP Központi Bizottságának tagja. A békemozgalom tevékeny résztvevője volt. Nyugdíjasként is aktív társadalmi és politikai tevékenységet fejtett ki. 1962-ben a történelemtudományok doktorává avatták. 1963-tól a Béke Világtanács tagja, 1964-től az Országos Béketanács elnöke, 1971-től a Béke Világtanács Elnöksége végrehajtó bizottságának, valamint a Társadalmi Szemle szerkesztőbizottságának tagja volt. Afrika történetével foglalkozott. Ezzel kapcsolatban cikkei, tanulmányai, novellái jelentek meg.

### Emlékiratai
Emlékeit több kötetben írta meg. Nagy visszhangot váltott ki a Vihar a levelet… című könyve, melyet a Zrínyi Kiadó jelentetett meg 1970-ben. Ebben igen részletesen számolt be a Kirov meggyilkolása után bekövetkezett, Sztálin által elrendelt, főleg emigránsok, „trockisták” elleni politikai üldözésekről, kivégzésekkel végződő „nagy tisztogatásról”, s különösen a moszkvai magyar emigráción belüli ellentétekről a harmincas években. A könyvet szovjet nyomásra kereskedelmi forgalomba kerülése után visszavonták minden könyvesboltból és közkönyvtárból. A visszavonás híre azonban villámgyorsan elterjedt, és a 10 600 kinyomtatott példányból 9200 még a bevonás előtt elkelt.
A könyv második, bővített kiadása halála után, 1988-ban jelenhetett meg ugyancsak a Zrínyi Kiadónál.
Külügyminiszteri éveiről ugyancsak 1970-ben jelentetett meg, szintén kritikus hangvételű memoárkötetet Bem rakparti évek címen a Kossuth Könyvkiadónál.
A televízió portréfilmet készített róla (Sík Endre Jubileum, 1972).

## Főbb művei
- Faji kérdés és marxizmus, oroszul: Moszkva, 1930; magyarul: Bp., 1971
- La discussion de l’ordre du jour de l'Assemblée générale des Nations Unies Intervention. Bp., 1958
- A nagy Mirambo árnyékában (elbeszélések Afrika történetéből). Móra Ferenc Ifjúsági Kiadó, Bp., 1962
- Hősköltemény prózában. Elbeszélések. Szépirodalmi kiadó, Bp., 1962
- Fekete-Afrika története I–IV. Akadémiai kiadó, Bp., 1964–73, franciául és angolul is
- Ellenméreg. Elbeszélések. Szépirodalmi kiadó, Bp., 1964
- Egy diplomata feljegyzései. Emlékezések. Kossuth Kiadó, Bp., 1966
- Próbaévek. Emlékezések. Zrínyi Katonai Kiadó, Bp., 1967
- Bem rakparti évek. Emlékezések. Kossuth Kiadó, Bp., 1970
- Vihar a levelet… Visszaemlékezések. Zrínyi Kiadó, Bp., 1970 (bevonva); 1988, második, bővített kiadás
- Hajdú Gyula: Diplomáciai és Nemzetközi Jogi Lexikon. Akadémiai Kiadó, 1959-1967 között több kiadásban, az előszót Sík Endre írta

## Díjai, kitüntetései
- Magyar Köztársasági Érdemrend középkeresztje (1949)
- Magyar Népköztársasági Érdemrend III. fokozat (1950)
- Munka Érdemrend (1953)
- A Munka Vörös Zászló Érdemrendje (1956, 1958)
- Állami Díj II. fokozat (1965) – a Fekete-Afrika története című könyvéért
- Munka Érdemrend arany fokozat (1966)
- Szocialista Hazáért Érdemrend (1967)
- Nemzetközi Lenin-békedíj (1968)
- A Magyar Népköztársaság Zászlórendje (1970)
- Felszabadulási Jubileumi Emlékérem (1970)